# Риби на сухо
„Риби на сухо“ (на английски: Meet the Deedles) е американски комедиен филм от 1998 г. на режисьора Стив Боюм в режисьорския си дебют, и участват Пол Уокър, Стив Ван Уормър, Джон Ащън, Ей Джей Лангър, Робърт Енглънд и Денис Хопър. Това е първият игрален филм от DIC Entertainment.